# Anton Pliesnoi
Anton Pliesnoi (in georgiano ანტონ პლესნოი?, in ucraino Антон Плесной?, Anton Plesnoj; Dnipro, 17 settembre 1996) è un sollevatore ucraino naturalizzato georgiano.

## Carriera
Ha cominciato ad affermarsi a livello internazionale nel 2019 ai Campionati europei di Batumi, vincendo la medaglia di bronzo con 377 kg. nel totale. Nello stesso anno ha partecipato ai Campionati mondiali di Pattaya, ottenendo un'altra medaglia di bronzo con 394 kg. nel totale.
Nel 2021 ha vinto la medaglia d'oro ai Campionati europei di Mosca con 393 kg. nel totale e, qualche mese dopo, è terminato sul podio olimpico alle Olimpiadi di Tokyo 2020, riuscendo ad ottenere la medaglia di bronzo con 387 kg. nel totale.